# Gerhard Rohde
Gerhard Rohde (* 9. September 1931 in Kiel; † 25. Februar 2015 in Bad Schwalbach) war ein deutscher Musikkritiker.

## Leben und Werk
Rohde studierte an der Universität Kiel zunächst Jura und besuchte Vorlesungen bei dem Musikwissenschaftler Friedrich Blume.
Nach dem Studium schrieb er als freier Kritiker für Musik und Theater für regionale Zeitungen und die Zeitschrift Musikalische Jugend. Ab 1962 war er norddeutscher Theaterberichterstatter für die Neue Zürcher Zeitung (NZZ).
Von 1964 bis 1967 arbeitete er als Musikredakteur bei der Hannoverschen Rundschau und wechselte anschließend von 1967 bis 1974 als Redakteur an die „Zeitung für Frankfurt“, den Lokalteil der Frankfurter Allgemeinen Zeitung, nach Frankfurt am Main. Der FAZ blieb Rohde bis zu seinem Lebensende als freier Autor – auch mit kulturpolitischen Beiträgen – erhalten.
Von 1968 bis 2007 war Rohde Chefredakteur der neuen musikzeitung (nmz), die aus der Musikalischen Jugend hervorgegangen war, anschließend trat er dem Herausgeber-Gremium bei.
Rohde berichtete von allen wichtigen europäischen Musikereignissen. Sein besonderes Interesse galt der Neuen Musik.
Am 20. Februar 2015 wurde Rohde in der Akademie der Schönen Künste in München für seine Beiträge zur Neuen Musik mit dem Happy New Ears-Preis für Publizistik der Hans- und Gertrud Zender-Stiftung ausgezeichnet. Er konnte den Preis aus gesundheitlichen Gründen nicht persönlich entgegennehmen.

## Schriften (Auswahl)
- mit Hans Landesmann (Hrsg.): Salzburger Festspiele 1992 bis 2001. Bd. 2. Konzert. Zsolnay, Wien 2001